# Михайлівська церква (Кожухівка)
Михайлівська церква — дерев'яна церква в селі Кожухівка, Фастівський район, Київська область; зразок української дерев'яної культової архітектури України. Побудована в 1820 р., освячена в 1836.
Ось що пише путівник: Дванадцять маршрутів Київщиною. — К.: Грані-Т, 2008. Автори: Роман Маленков та Олег Година.
«Рухаючись у зворотному напрямку, перед Калинівкою можна звернути до сусідньої Кожухівки. У цьому селі є ще один, більш пізній, зразок української дерев'яної культової архітектури — Михайлівська церква. Збудували її у 1820 році, але чомусь довго не освячували, і лише в 1836 році при ній створили парафію.»
Адреса: с. Кожухівка, вул. Шкільна, 2

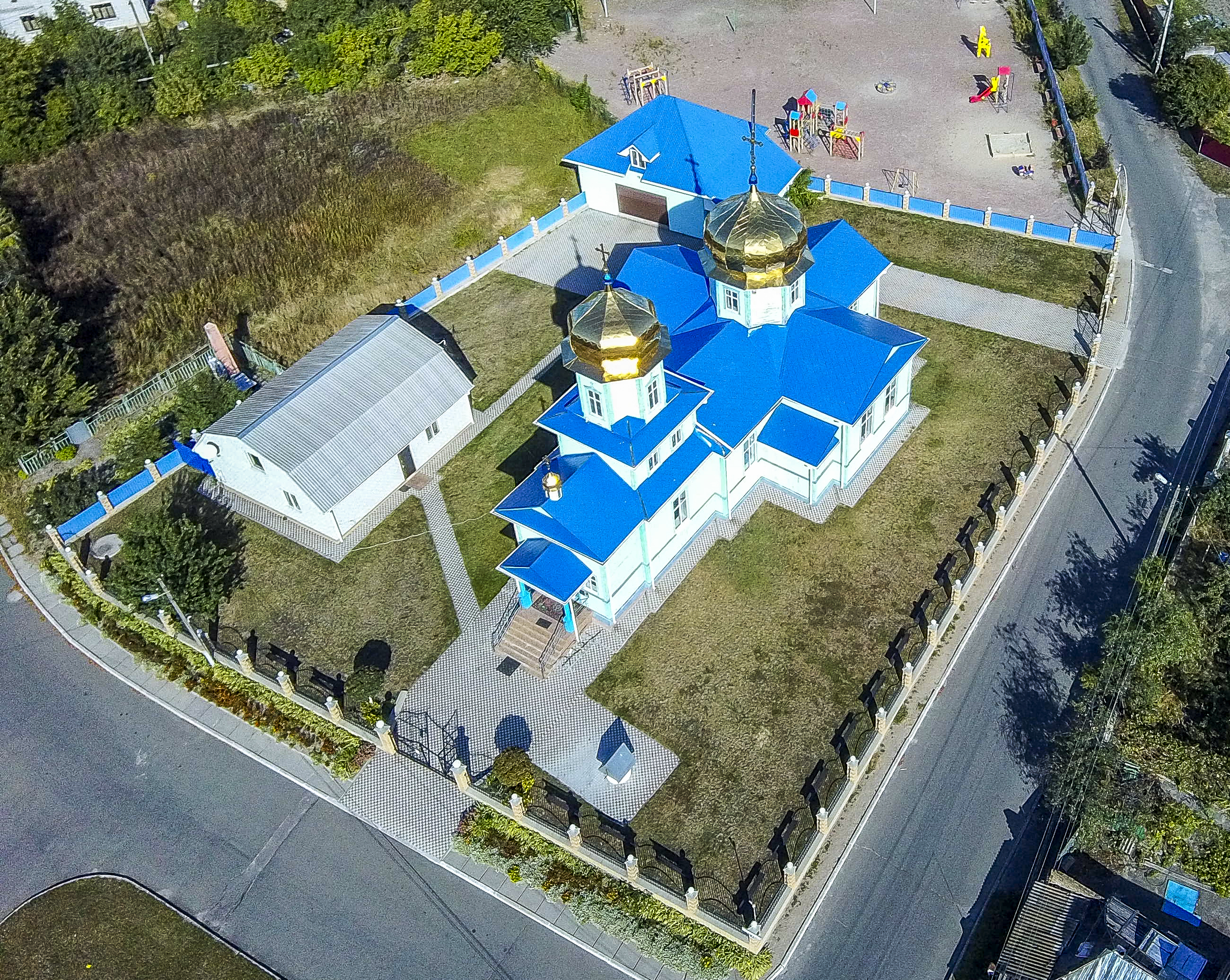
Михайлівська церква із дрону